# باول بيرنت
باول بيرنت (بالإنجليزية: Paul Burnett)‏ هو مقدم برامج إذاعية بريطاني، ولد في 26 نوفمبر 1943 في Hulme ‏ في المملكة المتحدة.